# Markus Melon
Markus Melon (på fransk originaltitel: Achille Talon) er en animeret tv-serie, meget løst baseret på den franske-belgiske tegneserie August Julius. Serien fik premiere i USA på Fox Family Channel i 1998 og i Danmark i samme år på Fox Kids.

## Handling
Markus Melon og hans assistent Blimmerberg kører en virksomhed som hedder "helte til leje". Når superhelte kommer i problemer eller bliver syge, indtager Markus og Blimmerberg deres pladser midlertidigt til de vender tilbage. I showet erstatter Markus og Blimmerberg alle former for helteparodier, såsom: Superman, Hulk, James Bond, Batman og Robin, Kirk og Spock, Tarzan, Luke Skywalker, Mad Max, Spider-Man, 2 af Power Rangers, Alan Grant, Fox Mulder, Jim Phelps, Casper det venlige spøgelse, Den hvide kanin og Mad Hatter, Tin Man and Scarecrow, Aladdin, and Rødhætte. Markus er ikke en super trænet, intelligent og smuk macho mand, som de fleste superhelte. I stedet, er han en stor lystig fyr med en stor næse og en masse held. På trods af hans betydeligt større størrelse end de helte, han efterligner, er der ingen der nogensinde bemærker forskellen, med sin større vægt bliver han ofte blot kommenteret efter hans ankomst og derefter ignoreret. Han kæmper altid mod den onde Sneero, der er repræsenteret som de onde paordier, såsom:Lex Luthor, Goldeneye, Jokeren, Darth Vader, Doctor Octopus, heksen Rita Repulsa, Cigarette Smoking Man, Queen of Hearts, the Witch of the West, Jafar, og den Store Stygge Ulv.
I en anden sæson, for eventuelt at gøre tegnefilmen mere lærrig modtog Markus og Blimmerberg på tværs af tiden nød-beskeder fra berømte og vigtige historiske personligheder som Thomas Edison, Lewis og Clark, og Apollo 11 astronauter, snarere end superhelte.
Serien er nu tilgængelig på kanalen Jetix Play (en kanal for ældre tegneserier, der ejes af Disney, der kun udsendes i Østeuropa og den arabiske verden). Desværre er serien ikke længere tilgængelig andre steder. Alle episoder er blevet slettet fra internettet, af producenterne selv. Dog kan kan nogle af dem findes på Youtube.

## Danske stemmer
- Ole Boisen – Markus Melon
- Jan Tellefsen – Blimmerberg
- Dan Schlosser – Sneero
- Michael Elo – diverse stemmer
- Peter Secher Schmidt – diverse stemmer

## Citater
Hyr en helt. Rimelig rater. Alle kreditkort modtages.